# Юрченко, Владлен Юрьевич
Владле́н Ю́рьевич Ю́рченко (укр. Владлен Юрійович Юрченко; род. 22 января 1994[…], Николаев) — украинский футболист, полузащитник клуба «Металлист 1925». Играл за молодёжную сборную Украины, также вызвался в национальную сборную Украины. В 2011 году Юрченко являлся одним из самых перспективных футболистов Украины.

## Биография
Владлен родился 22 января 1994 года в городе Николаев. В детстве отец отвёл его в футбольную секцию, где он и начал заниматься футболом. Первый тренер — Сергей Морозов. В детско-юношеской футбольной лиге Украины начал выступать в 2005 году за «Николаев». В 13 лет его заметили селекционеры донецкого «Шахтёра» и пригласили на просмотр, который он успешно прошёл. Также он проходил просмотр в киевском РУФК, но выбрал именно «Шахтёр». С 2007 года по 2010 год выступал в ДЮФЛ за «Шахтёр», первыми его тренерами в команде были Александр Коваль и Александр Ладейко. Вместе с «Шахтёром» дважды становился победителем ДЮФЛ, Юрченко становился лучшим бомбардиром, также его признавали лучшим полузащитником и лучшим игроком турнира. Играя в академии «Шахтёра», он отличался высокой результативностью.

### Клубная карьера

#### «Шахтёр (Донецк)»
В 2010 году его начали привлекать к играм за дубль «Шахтёра», куда его перевёл Валерий Яремченко, хотя Юрченко ещё продолжал выступать в ДЮФЛ. В молодёжном первенстве Украины дебютировал 17 апреля 2010 года в матче против «Закарпатья» (7:0), Юрченко вышел на 50 минуте вместо Станислава Причиненко. Летом 2010 года был переведён в дубль «Шахтёра». В июне 2010 года главный тренер «Шахтёра» Мирча Луческу взял его на тренировочный сбор в Австрии. В составе «Шахтёра» на сборе он сыграл в одном товарищеском матче 18 июня 2010 года против словацкой «Сеницы» (2:0), Юрченко вышел в конце игры на 89 минуте вместо Дугласа Косты. За больше полугода выступлений за дубль он провёл 17 матчей и забил 9 мячей.

#### «Ильичёвец»
Зимой 2011 года перешёл на правах аренды в мариупольский «Мариуполь», где главным тренером был Валерий Яремченко, а большинство игроков было арендовано у «Шахтёра». В Премьер-лиге Украины дебютировал в 17 лет, 4 марта 2011 года в выездном матче против запорожского «Металлурга» (0:4), Юрченко вышел на 50 минуте вместо Константина Ярошенко. В начале апреля 2011 года Юрченко получил травму из-за которой не мог играть некоторое время. По итогам сезона 2010/11 «Мариуполь» занял 14 место в чемпионате Украины и смог спастись от вылета в Первую лигу Украины. В последнем матче сезона против киевского «Динамо» (2:3), «Мариуполь» по ходу матча проигрывая два мяча смог забить три гола и благодаря набранным трём очкам клуб остался в Премьер-лиге. Юрченко в этом матче остался на скамейке запасных.

#### «Байер 04»
27 июня 2014 года Юрченко перешёл в «Байер 04», подписав контракт до 2016 года. О своем переходе футболист говорил:
Этот вариант возникал уже давно. Леверкузен смотрел за мной, когда я играл в сборной Украины и, наверное, – последнюю игру, которую они смотрели вживую, когда мы играли с Германией (U-18, по-моему было) мы тут играли возле Леверкузена. И на той игре было все руководство Байера, и после той игры начался уже конкретный разговор.
Дебют Владлена в Бундеслиге состоялся в матче с «Аугсбургом». 1 апреля 2016 года забил свой первый гол в Бундеслиге в матче с «Вольфсбургом», сделав итоговый счёт 3-0 в пользу команды из Леверкузена. 7 декабря 2016 года впервые вышел в старте на матч Лиги чемпионов УЕФА против «Монако», где отметился эффектным голом.
11 мая 2018 года стало известно, что по окончании сезона 2017/2018 Юрченко покидает «Байер».

#### «Вайле»
Сезон 2018/2019 Юрченко провел в датском футбольном клубе «Вайле». На его счету 19 игр, 3 мяча и 4 голевых передачи.

#### «Заря»
17 июля 2019 года «Заря» усилилась экс-футболистом леверкузенского «Байера» Владленом Юрченко, сообщил официальный сайт луганчан. В составе «Зари» Юрченко выступал под 80-м номером.

#### «Десна»
30 сентября 2021 года подписал контракт с черниговской «Десной». В конце декабря 2021 года покинул «Десну».

#### «Рига»
25 января 2022 года перешел в латышский клуб «Рига», за который провел 13 матчей и забил 1 гол в Высшей лиге.

#### «Ворскла»
21 сентября 2022 года подписал трехлетний контракт с полтавской «Ворсклой».

### Карьера в сборной
С 2009 года по 2011 год выступал за юношескую сборную Украины до 17 лет и провёл 27 матчей и забил 13 мячей, Юрченко выступал в команде в качестве капитана. Впервые в сборную был вызван Александром Лысенко в мае 2009 года на Мемориал Виктора Банникова. Тогда на турнире он провёл 3 матча, против Литвы (2:1), Сербии (2:2) и Польши (1:1). В следующем году он также был вызван на Мемориал Банникова. Юрченко участвовал на турнирах в Беларуси и Франции.
В рамках квалификации на юношеский чемпионат Европы 2010 в Сербии Владлен Юрченко сыграл 3 матча и забил 1 мяч. Он сыграл против Сан-Марино (1:0), Латвии (0:0) и Нидерландов (1:1). В последнем матче против Нидерландов, Юрченко на 6 минуте забил гол в свои ворота, а на 48 минуте забил гол в ворота Эрика Верстаппена. В итоге Украина заняла 2 место и попала в следующий элитный квалификационный раунд. В элит-раунде Украина заняла последнее 4 место в своей группе, уступив Швейцарии, Турции и Германии. Юрченко на турнире сыграл единственный матч против Швейцарии (1:0), в остальных матчах он оставался в запасе.
В 2017 году получил вызов в национальную сборную Украины, попав в заявку на матчи против Турции (2 сентября) и Исландии (5 сентября).

## Клубная статистика
| Клуб             | Лига                 | Сезон            | Чемпионат | Чемпионат | Национальный кубок | Национальный кубок | Еврокубки | Еврокубки | Другие | Другие | Всего | Всего |
| Клуб             | Лига                 | Сезон            | Игры      | Голы      | Игры               | Голы               | Игры      | Голы      | Игры   | Голы   | Игры  | Голы  |
| ---------------- | -------------------- | ---------------- | --------- | --------- | ------------------ | ------------------ | --------- | --------- | ------ | ------ | ----- | ----- |
| Шахтёр           | Премьер-лига Украины | 2010/11          | 0         | 0         | 0                  | 0                  | 0         | 0         | 0      | 0      | 0     | 0     |
| → Ильичёвец      | Премьер-лига Украины | 2010/11          | 3         | 0         | 0                  | 0                  | 0         | 0         | 0      | 0      | 3     | 0     |
| → Ильичёвец      | Премьер-лига Украины | 2011/12          | 0         | 0         | 0                  | 0                  | 0         | 0         | 0      | 0      | 0     | 0     |
| → Ильичёвец      | Всего                | Всего            | 3         | 0         | 0                  | 0                  | 0         | 0         | 0      | 0      | 3     | 0     |
| Шахтёр           | Премьер-лига Украины | 2011/12          | 0         | 0         | 0                  | 0                  | 0         | 0         | 0      | 0      | 0     | 0     |
| Шахтёр           | Премьер-лига Украины | 2012/13          | 0         | 0         | 0                  | 0                  | 0         | 0         | 0      | 0      | 0     | 0     |
| Шахтёр           | Премьер-лига Украины | 2013/14          | 0         | 0         | 0                  | 0                  | 0         | 0         | 0      | 0      | 0     | 0     |
| Шахтёр           | Всего                | Всего            | 0         | 0         | 0                  | 0                  | 0         | 0         | 0      | 0      | 0     | 0     |
| Байер 04         | Чемпионат Германии   | 2014/15          | 3         | 0         | 0                  | 0                  | 0         | 0         | 0      | 0      | 3     | 0     |
| Байер 04         | Чемпионат Германии   | 2015/16          | 7         | 1         | 1                  | 1                  | 3         | 0         | 0      | 0      | 11    | 2     |
| Байер 04         | Чемпионат Германии   | 2016/17          | 3         | 0         | 0                  | 0                  | 1         | 1         | 0      | 0      | 4     | 1     |
| Байер 04         | Чемпионат Германии   | 2017/18          | 0         | 0         | 0                  | 0                  | 0         | 0         | 0      | 0      | 0     | 0     |
| Байер 04         | Всего                | Всего            | 13        | 1         | 1                  | 1                  | 4         | 1         | 0      | 0      | 18    | 3     |
| Вайле            | Чемпионат Дании      | 2018/19          | 16        | 3         | 1                  | 0                  | 0         | 0         | 2      | 0      | 19    | 3     |
| Заря             | Премьер-лига Украины | 2019/20          | 29        | 7         | 1                  | 0                  | 5         | 1         | 0      | 0      | 35    | 8     |
| Заря             | Премьер-лига Украины | 2020/21          | 23        | 6         | 4                  | 1                  | 6         | 1         | 0      | 0      | 33    | 8     |
| Заря             | Всего                | Всего            | 52        | 13        | 5                  | 1                  | 11        | 2         | 0      | 0      | 68    | 16    |
| Десна            | Премьер-лига Украины | 2020/21          | 7         | 1         | 0                  | 0                  | 0         | 0         | 0      | 0      | 7     | 1     |
| Рига             | Чемпионат Латвии     | 2022             | 13        | 1         | 1                  | 0                  | 1         | 0         | 0      | 0      | 15    | 1     |
| Ворскла          | Премьер-лига Украины | 2022/23          | 15        | 1         | 0                  | 0                  |           |           |        |        |       |       |
| Всего за карьеру | Всего за карьеру     | Всего за карьеру | 119       | 20        | 8                  | 2                  | 16        | 3         | 2      | 0      | 149   | 25    |

## Достижения
«Байер 04»
- Бронзовый призёр чемпионата Германии: 2015/16

«Заря» (Луганск)
- Бронзовый призёр чемпионата Украины (2): 2019/20, 2020/21
- Финалист Кубка Украины: 2020/21

«Рига»
- Серебряный призёр чемпионата Латвии: 2022